# David Owen (Politiker)

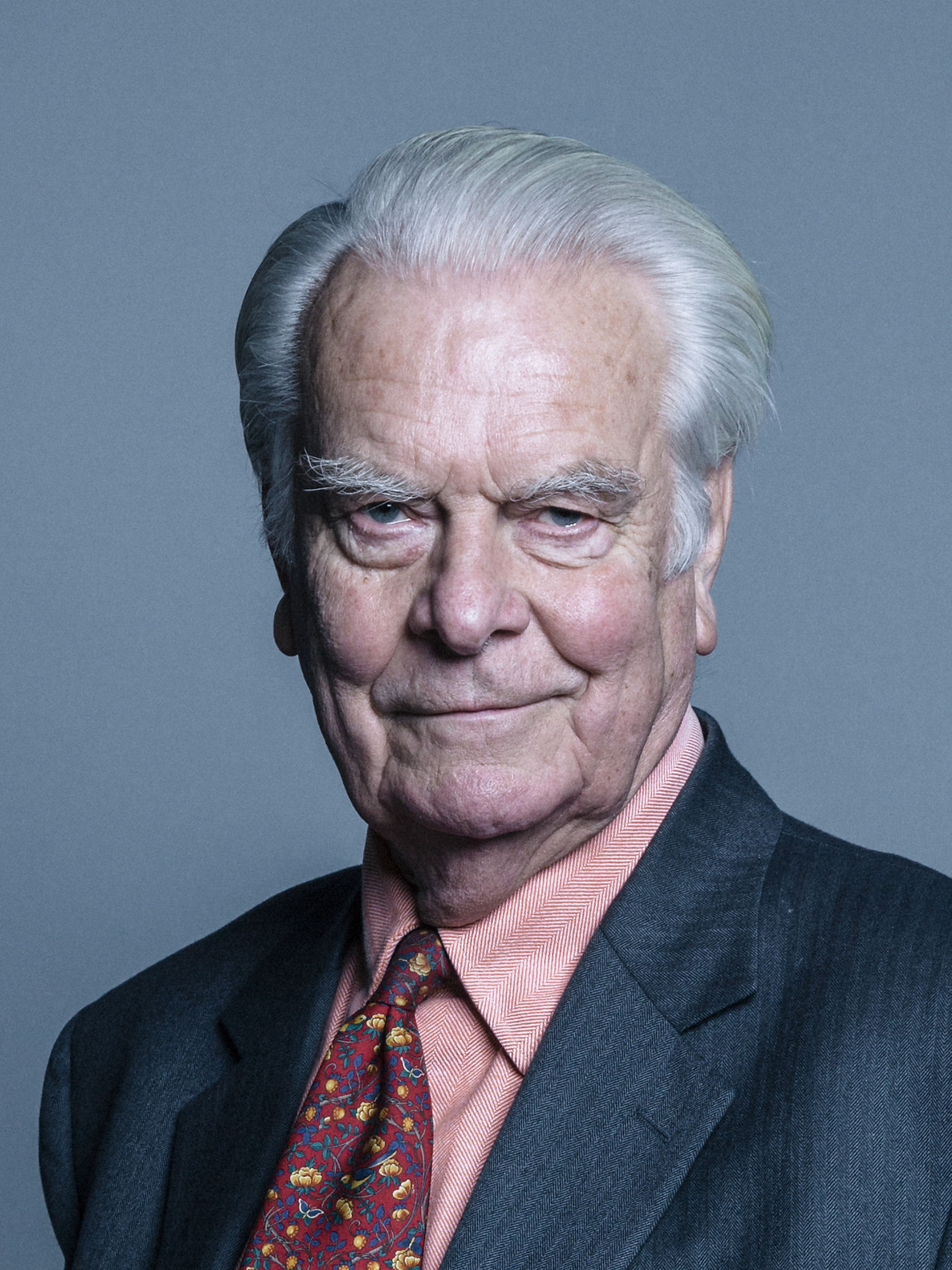
David Owen (2018)

David Anthony Llewellyn Owen, Baron Owen, CH, PC (* 2. Juli 1938 in Plympton, Devon) ist ein britischer Politiker und einer der Gründer der britischen Sozialdemokratischen Partei (SDP), die in den Liberal Democrats aufgegangen ist. Er war britischer Außenminister von 1977 bis 1979.

## Leben
Als Sohn eines Arztes in Wales studierte Owen Medizin am Sydney Sussex College Cambridge und in Oxford. 1960 trat er der Fabian Society und der Labour Party bei. 1962 wurde er Krankenhausarzt in London; er spezialisierte sich in Neurologie und Psychiatrie durch einschlägige Forschung bis 1964. 1966 siegte er bei den Parlamentswahlen im Wahlkreis in Plymouth Devonport und wurde Abgeordneter des Unterhauses.
Bereits zwei Jahre später, 1968 stieg er zum Staatssekretär für die Royal Navy im britischen Verteidigungsministerium auf. Nach dem Wechsel in die Opposition war er Mitglied des Schattenkabinetts als Sprecher seiner Fraktion in Verteidigungsfragen. Wegen Harold Wilsons Schwanken in der Europafrage trat Owen aus dem Schattenkabinett aus. 1974 wurde er Staatsminister für Gesundheitsfragen, wobei er entschieden für die Abschaffung privater Krankenhausbetten in öffentlichen Kliniken eintrat. Während der Regierungszeit von James Callaghan wechselte Owen 1976 als Staatsminister ins Außenministerium unter Anthony Crosland. Nach dessen Tod berief ihn Callaghan im Februar 1977 zu dessen Nachfolger als Außenminister bis 1979, als er infolge des Wahlsiegs der Konservativen unter Margaret Thatcher sein Amt an Peter Carington, 6. Baron Carrington, abgeben musste.
Nach Auseinandersetzungen innerhalb der Labour Party um Satzungsfragen trat David Owen gemeinsam mit Roy Jenkins und anderen dem rechten Parteiflügel angehörenden Mitgliedern aus der Labour Party aus und gründete 1981 die britische Social Democratic Party (SDP), deren Fraktionsführer er im Unterhaus wurde. Bereits ein Jahr nach Gründung der in den Medien äußerst positiv und aufmerksam verfolgten neuen Partei forderte er Roy Jenkins als Vorsitzenden heraus, unterlag jedoch auf dem Parteitag am 2. Juli 1982 mit 44,3 % der Stimmen. Als aufgrund des britischen Mehrheitswahlrechts bei den Parlamentswahlen im folgenden Jahr nur 24 Sitze durch die Allianz mit der Liberalen Partei errungen wurden, löste er Jenkins letztlich doch als Vorsitzenden ab. Bei den Gemeinderatswahlen im Mai 1985 erzielte die Allianz gewisse Erfolge, scheiterte jedoch auf Dauer am britischen Wahlsystem. 1988 vereinigte sich ein Teil der kleinen SDP mit der traditionsreichen Liberal Party zur Social Liberal Democratic Party (SLDP). Owen verfolgte mit einer verkleinerten SDP, die nur noch über fünf Abgeordnete im Unterhaus verfügte, bis 1992 sein Projekt einer mittleren Kraft zwischen den beiden großen. Er bekannte sich entschieden zur Europäischen Gemeinschaft und trat wirtschaftspolitisch für eine Social Market Economy ein. 1984 veröffentlichte er ein Buch zu dieser wirtschaftspolitischen Konzeption unter dem Titel: A future that will work in einer Zeit, als Margaret Thatcher ihre größten Erfolge durch die Schwäche der geteilten Opposition feiern konnte. In der Verteidigungspolitik stellte er sich hinter die Nuklearstrategie der NATO. Seit der Auflösung seiner Partei 1992 gilt er zwar als unabhängig, unterstützte aber im Wahlkampf 1992 John Major und ließ seine Bereitschaft zur Mitgliedschaft in seinem Kabinett erkennen. Major unterstützte diese Vorschläge nicht. Owen mag auf einen Job am Ende seiner Karriere gehofft haben, aber als Chris Patten von seinem Parlamentssitz 1992 zum letzten Gouverneur von Hongkong und britischen EU-Kommissar berufen wurden, waren die besten Jobs bereits vergeben.

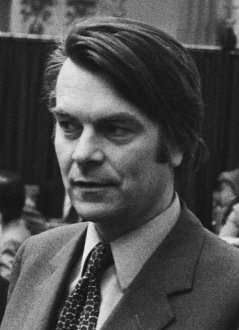
David Owen (1980)

Von 1992 bis 1995 war er erst EG-, später EU-Sonderbeauftragter für den Balkan. In dieser Zeit erarbeitete er mit Cyrus Vance den Vance-Owen-Plan, der ethnische Kantone in Bosnien zur Beilegung des Bosnienkriegs ventilierte. Nach dem Scheitern dieses Konzepts stellte er mit dem UN-Sondergesandten Thorvald Stoltenberg im Jahr 1993 den Owen-Stoltenberg-Plan vor, der gleichfalls keine hinreichende Akzeptanz bei den Bürgerkriegsparteien fand. Vorwürfe, er unterstütze durch seine Vorschläge den Genozid bzw. die ethnischen Säuberungen, führten zu seinem erzwungenen Rückzug.
1992 wurde er zu einem Life Peer als Baron Owen, of the City of Plymouth, erhoben, wodurch er einen Sitz im House of Lords erhielt, den er auf Seiten der Crossbencher einnahm.
Am 17. August 2003 erklärte Lord Owen kurz nach Idi Amins Tod in einem Radio-Interview mit BBC 4, dass er als Außenminister einen Mordanschlag auf Amin im Kabinett vorgeschlagen habe, um dessen Terrorregime zu beenden, der jedoch von seinen Kabinettskollegen als ein abscheulicher Vorschlag abgelehnt wurde. Owen sagte: „Amins Regime war das schlimmste von allen. Es ist eine Schande, dass wir ihm ermöglicht haben, so lange an der Macht zu bleiben.“
2016 unterstützt er auf Seiten der Austrittsbefürworter die Kampagne zum Volksentscheid über den Austritt des Vereinten Königreichs aus der Europäischen Union.

## Person
Owen war seit über 40 Jahren der jüngste Außenminister Großbritanniens. Während der überwiegenden Zeit seiner Karriere war Owen eine kontroverse Figur, die große Zustimmung bei einigen wenigen politischen Freunden auslöste, aber von den meisten Anderen Ablehnung wegen seiner Arroganz auslöst.
Er ist verheiratet mit der amerikanischen Literaturagentin Deborah "Debbie" Owen, die beispielsweise ab 1971 den israelischen Schriftsteller Amos Oz betreute. David Owen war mit Oz befreundet.

## Werke
- The Politics of Defence (Jonathan Cape and Taplinger Pub. Co, 1972)
- In Sickness and in Health: the Politics of Medicine (Quartet Books, 1976)
- Face the Future (Jonathan Cape and Praeger, 1981)
- Balkan Odyssey (Victor Gollancz, Harcourt Brace 1995)
- The Hubris Syndrome: Bush, Blair and the Intoxication of Power (Politico's, 2007; updated edition 2012)
- In Sickness and in Power: Illness in Heads of Government During the Last 100 Years (Methuen, 2008; revised edition 2011) and "In Sickness and In Power. Illness in Heads of Government, Military and business leaders since 1900" (Methuen, 2016)
- Time to Declare: Second Innings (Politico's, 2009) - revised and updated abridgement of Time to Declare and Balkan Odyssey
- Nuclear Papers (Liverpool University Press, 2009)
- Europe Restructured (Methuen, 2012)
- The Health of the Nation. NHS in Peril (Methuen, 2014)
- The Hidden Perspective: the Military Conversations 1906–1914 (Haus Publishing, 2014)
- Cabinet's Finest Hour. The Hidden Agenda of May 1940 (Haus Publishing, 2016)